# Referendum zum 37. Verfassungszusatz in Irland 2018
Am 26. Oktober 2018 fand in der Republik Irland ein Referendum über die Abschaffung der Verfassungsbestimmung zur Blasphemie statt. Eine Mehrheit von 64,85 Prozent der Wähler stimmte für die Abschaffung der entsprechenden Verfassungsbestimmung.

## Hintergrund

### Verfassungsbestimmungen seit 1922
Nach Gründung des irischen Freistaates im Jahr 1922 übernahm Irland zunächst die Bestimmungen des bislang geltenden Common Law hinsichtlich des Strafbarkeit des Tatbestands der Blasphemie. Die erste irische Verfassung von 1921 enthielt keine Bestimmungen in dieser Hinsicht. Schon vor 1922 war Blasphemie kein häufiger Straftatbestand in Irland gewesen. Seit 1700 waren nur drei Fälle bekannt geworden: 1702 hatte ein unitarischer Theologe die Gleichrangigkeit von Jesus Christus und Gott bestritten; 1852 hatte ein Franziskaner öffentlich eine protestantische Bibel verbrannt; und 1854 hatte ein Geistlicher neben anstößigen Schriften – wahrscheinlich unabsichtlich – auch eine Bibel verbrannt.
Als Irland im Jahr 1937 zur Republik wurde, wurde die Strafbarkeit von Blasphemie auch als Bestimmung in die neue Verfassung aufgenommen. Dort hieß es:

„Aon ní diamhaslach nó ceannairceach nó graosta a fhoilsiú nó a aithris is cion inphionóis é de réir dlí.

The publication or utterance of blasphemous, seditious, or indecent matter is an offence which shall be punishable in accordance with law.“

„Die Veröffentlichung oder Äußerung blasphemischer, aufrührerischer oder anstößiger Inhalte ist ein Vergehen, das entsprechend den gesetzlichen Bestimmungen strafbar ist.“

Es folgten jedoch keine genaueren gesetzlichen Bestimmungen, die den Begriff der Blasphemie schärfer definiert hätten. In den folgenden mehr als 50 Jahren gab es keinen einzigen Fall einer strafrechtlichen Verfolgung wegen des Straftatbestands der Blasphemie.
Nach dem Defamation Act aus dem Jahr 1961 konnten als Höchststrafe bis zu zwei Jahre Gefängnis verhängt werden.
Im Jahr 1999 hatte sich der Oberste Gerichtshof Irlands mit der Klage eines Mannes zu befassen, der gegen die Wochenzeitung Sunday Independent aufgrund einer Karikatur aus dem Jahr 1995 anlässlich der Diskussionen über Irlands Ehescheidungs-Referendum geklagt hatte. Das Oberste Gericht kam zu dem Schluss, dass in Ermanglung von statutorischem Recht das Common Law zur Anwendung kommen müsse. Im Common Law gab es jedoch nur Bestimmungen über Blasphemie gegen die Church of England. Damit wurde offenbar, dass die Bestimmung aus Artikel 40 gar nicht praktisch anwendbar war und das Oberste Gericht erklärte, dass es „beim Fehlen jeder gesetzgeberischen Definition des Verstoßes gegen die Verfassung in Form der Blasphemie unmöglich ist, zu sagen, worin das Vergehen der Blasphemie besteht“.
Nach diesem Ergebnis riet das Oberste Gericht der Regierung, das Gesetz über Blasphemie so „zu modernisieren, dass alle Glaubensrichtungen geschützt“ seien. Allerdings gab ein Senator warnend zu Protokoll, dass die Schwierigkeit in diesem Fall darin liege, dass das Vergehen darin zu bestehen scheine, dass es die Gefühle des Gläubigen verletze, was „eine gefährliche Basis für ein Vergehen“ sei. Schon zuvor hatten zwei Verfassungsreform-Kommissionen 1991 und 1996 die gänzliche Entfernung des Blasphemie-Passus aus der Verfassung empfohlen.

### 2009 Defamation Act
Um die unbefriedigende Situation zu ändern, dass in der Verfassung ein Vergehen unter Strafe gestellt war, das in der Realität mangels gesetzlicher Bestimmungen nicht verfolgt werden konnte, beschloss das irische Parlament, der Oireachtas, den 2009 Defamation Act, der Blasphemie als kriminelles Vergehen in das irische Recht einführte. Dies stieß auf deutliche Kritik von vielen Seiten und wurde von vielen Kommentatoren als unzeitgemäß und „mittelalterlich“ charakterisiert. Kritiker betonten beispielsweise, dass Irland damit das einzige westliche Land sei, das im 21. Jahrhundert den Tatbestand der Blasphemie in sein Strafgesetzbuch eingeführt habe. Irland stelle sich damit auf dieselbe Stufe, wie Scharia-Staaten, wie Saudi-Arabien oder Pakistan. Ein von der Regierung ursprünglich zugesagtes Referendum über das Gesetz fand nicht statt. Kritiker sahen in dem Gesetz auch eine gravierende Einschränkung der Meinungsfreiheit und befürchteten Probleme für den Dialog zwischen der Republik Irland und Nordirland. Beispielhaft meinte Lord Lester of Herne Hill bei einer Debatte im englischen Oberhaus am 5. November 2009: „das Problem ist, dass das, was für den Einen die Religion darstellt, für den anderen eine Blasphemie ist“. („the problem is that one person's religion is another person's blasphemy“)
In der Folgezeit gab es kein einziges Strafverfahren auf Basis des 2009 Defamation Acts (Stand: 9. Mai 2017). Nach Verabschiedung des Acts 2009 startete die Interessenvereinigung Atheist Ireland eine Kampagne, mit der für die Abschaffung der Verfassungsbestimmung zur Blasphemie und der nachgeordneten Gesetze geworben wurde. Am 12. Juni 2018 gab der irische Justizminister bekannt, dass die Regierung ein Referendum über die Abschaffung des entsprechenden Verfassungsartikels durchführen wolle.

### 37. Verfassungszusatz
Die Regierung bereitete ein Gesetz zur Änderung der Verfassung vor (37. Verfassungszusatz), das den Wählern im Referendum zur Entscheidung vorgelegt wurde. Das Gesetz beinhaltete die Entfernung der Bestimmungen zur Strafbarkeit von Blasphemie aus der Verfassung. Das Gesetz sah die Streichung eines einzigen Wortes (diamhaslach bzw. blasphemous) aus der Verfassung vor. Der entsprechende Passus aus Artikel 40 sollte künftig lauten:

„Aon ní ceannairceach nó graosta a fhoilsiú nó a aithris is cion inphionóis é de réir dlí.

The publication or utterance of seditious, or indecent matter is an offence which shall be punishable in accordance with law.“

„Die Veröffentlichung oder Äußerung aufrührerischer oder anstößiger Inhalte ist ein Vergehen, das entsprechend der gesetzlichen Bestimmungen strafbar ist.“

## Frage des Referendums
Die Frage des Referendums auf Irisch und Englisch lautete:

„An bhfuil tú ag toiliú leis an togra chun an Bunreacht a leasú atá sa Bhille thíosluaite?

Do you approve of the proposal to amend the Constitution contained in the undermentioned Bill?“

„Stimmen Sie dem Vorschlag zur Änderung der Verfassung, wie er in dem unten genannten Gesetzesentwurf enthalten ist, zu?“

Die Frage war mit Tá / Yes bzw. Níl / No zu beantworten.

## Haltungen der Parteien und gesellschaftliche Organisationen
Unter anderem sprachen sich folgende Partei und Organisationen für die Abschaffung der Verfassungsbestimmung aus:
- Fine Gael[12]
- Fianna Fáil[13]
- Sinn Féin[14]
- Labour Party[15]
- Green Party[16]
- People Before Profit[17]
- Social Democrats[18]
- Irish Council for Civil Liberties[19]
- Church of Ireland[20]
- Atheist Ireland[21]

### Neutral
- Die Konferenz der irischen katholischen Bischöfe nannte die Verfassungsbestimmung „überholt“ und wies darauf hin, dass ähnliche Gesetze in anderen Teilen der Welt dazu genutzt würden, um Minderheiten zu unterdrücken.[22][23]

### Dagegen
Institutionen, die sich gegen die Verfassungsänderung aussprachen, waren:
- Islamic Cultural Centre of Ireland[24][25]
- Séamas de Barra von der Alliance for the Defence of Marriage and the Family[26]

## Ergebnisse

Ergebnisse nach Wahlkreisen (Prozent Ja-Stimmen)

| Wahl               | Stimmen   | %     |
| ------------------ | --------- | ----- |
| Ja                 | 951.650   | 64,85 |
| Nein               | 515.808   | 35,15 |
| Gültige Stimmen    | 1.467.458 | 98,51 |
| Ungültige Stimmen  | 22.236    | 1,49  |
| Abgegebene Stimmen | 1.489.694 | 43,79 |
| Stimmberechtigte   | 3.401.652 | 100   |

| Wahlkreis            | Wahl- berechtigte | Beteiligung (%) | Stimmen | Stimmen | Prozent | Prozent |
| Wahlkreis            | Wahl- berechtigte | Beteiligung (%) | Ja      | Nein    | Ja      | Nein    |
| -------------------- | ----------------- | --------------- | ------- | ------- | ------- | ------- |
| Carlow–Kilkenny      | 108.863           | 45,90 %         | 30.438  | 18.699  | 61,95 % | 38,05 % |
| Cavan–Monaghan       | 91.692            | 41,77 %         | 21.045  | 16.462  | 56,11 % | 43,89 % |
| Clare                | 83.044            | 50,31 %         | 25.386  | 15.635  | 61,89 % | 38,11 % |
| Cork East            | 86.180            | 44,53 %         | 23.751  | 14.046  | 62,84 % | 37,16 % |
| Cork North-Central   | 84.919            | 41,55 %         | 22.379  | 12.452  | 64,25 % | 35,75 % |
| Cork North-West      | 68.820            | 50,14 %         | 20.086  | 13.708  | 59,44 % | 40,56 % |
| Cork South-Central   | 88.074            | 45,87 %         | 27.381  | 12.588  | 68,51 % | 31,49 % |
| Cork South-West      | 63.897            | 48,33 %         | 18.800  | 11.404  | 62,24 % | 37,76 % |
| Donegal              | 119.318           | 33,68 %         | 20.312  | 19.108  | 51,53 % | 48,47 % |
| Dublin Bay North     | 114.597           | 44,56 %         | 36.649  | 13.930  | 72,46 % | 27,54 % |
| Dublin Bay South     | 80.146            | 36,69 %         | 22.329  | 6.866   | 76,48 % | 23,52 % |
| Dublin Central       | 48.588            | 31,75 %         | 11.359  | 3.908   | 74,40 % | 25,60 % |
| Dublin Fingal        | 96.612            | 44,72 %         | 31.645  | 11.267  | 73,74 % | 26,26 % |
| Dublin Mid-West      | 72.006            | 40,75 %         | 20.449  | 8.632   | 70,32 % | 29,68 % |
| Dublin North-West    | 62.726            | 37,99 %         | 16.722  | 6.907   | 70,77 % | 29,23 % |
| Dublin Rathdown      | 65.918            | 48,44 %         | 23.510  | 8.182   | 74,18 % | 25,82 % |
| Dublin South-Central | 73.567            | 38,12 %         | 20.214  | 7.562   | 72,78 % | 27,22 % |
| Dublin South-West    | 107.134           | 42,71 %         | 32.651  | 12.853  | 71,75 % | 28,25 % |
| Dublin West          | 67.625            | 42,31 %         | 20.261  | 8.092   | 71,46 % | 28,54 % |
| Dún Laoghaire        | 96.825            | 46,88 %         | 33.988  | 11.095  | 75,39 % | 24,61 % |
| Galway East          | 70.302            | 48,42 %         | 20.248  | 12.981  | 60,93 % | 39,07 % |
| Galway West          | 109.523           | 43,74 %         | 30.917  | 16.063  | 65,81 % | 34,19 % |
| Kerry                | 111.777           | 45,12 %         | 28.373  | 20.873  | 57,61 % | 42,39 % |
| Kildare North        | 86.305            | 44,13 %         | 27.399  | 10.284  | 72,71 % | 27,29 % |
| Kildare South        | 63.929            | 41,06 %         | 17.374  | 8.510   | 67,12 % | 32,88 % |
| Laois                | 64.139            | 43,43 %         | 16.314  | 11.060  | 59,60 % | 40,40 % |
| Limerick City        | 79.647            | 41,60 %         | 21.702  | 10.948  | 66,47 % | 33,53 % |
| Limerick County      | 68.740            | 46,53 %         | 18.450  | 12.880  | 58,89 % | 41,11 % |
| Longford–Westmeath   | 92.354            | 41,45 %         | 22.637  | 15.008  | 60,13 % | 39,87 % |
| Louth                | 110.256           | 41,28 %         | 29.532  | 15.451  | 65,65 % | 34,35 % |
| Mayo                 | 91.412            | 45,91 %         | 23.305  | 17.630  | 56,93 % | 43,07 % |
| Meath East           | 68.591            | 43,47 %         | 19.671  | 9.798   | 66,75 % | 33,25 % |
| Meath West           | 66.848            | 40,61 %         | 16.768  | 9.988   | 62,67 % | 37,33 % |
| Offaly               | 66.208            | 45,35 %         | 16.919  | 12.544  | 57,42 % | 42,58 % |
| Roscommon–Galway     | 64.857            | 49,20 %         | 17.466  | 13.709  | 56,03 % | 43,97 % |
| Sligo–Leitrim        | 96.653            | 43,99 %         | 23.380  | 18.297  | 56,10 % | 43,90 % |
| Tipperary            | 114.433           | 48,30 %         | 32.209  | 21.985  | 59,43 % | 40,57 % |
| Waterford            | 83.359            | 43,28 %         | 23.517  | 12.016  | 66,18 % | 33,82 % |
| Wexford              | 111.897           | 43,92 %         | 31.085  | 17.315  | 64,23 % | 35,77 % |
| Wicklow              | 99.871            | 50,68 %         | 35.029  | 15.072  | 69,92 % | 30,08 % |
| Gesamt               | 3.401.652         | 43,79 %         | 951.650 | 515.808 | 64,85 % | 35,15 % |